# Paul Mieille
Paul Mieille, né en 1859 à Thorame-Haute et mort en 1933 à Tarbes, est un pédagogue français, professeur d'anglais dans l'enseignement secondaire, espérantiste et rédacteur en chef d'une revue de tourisme.

## Biographie
Né à Thorame-Haute dans les Basses-Alpes, Paul Mieille est le fils d'un instituteur, Pascal Mielle, et d'une couturière, Fortunée Peyron. Il devient professeur d'anglais et enseigne au lycée de Draguignan de 1892 à 1897. En 1890, il épouse Annie Barnes, anglaise, professeur d'anglais au lycée de jeunes filles de Nice. En 1898, Paul Mieille et son épouse s'installent à Tarbes dans les Hautes-Pyrénées ; ils enseignent l'anglais, lui au lycée Théophile-Gautier, elle au collège de jeunes filles.
Paul Mieille contribue à mettre en place et encourager la correspondance entre étudiants et élèves de différents pays, dans un but pédagogique d'apprentissage linguistique. Lors de l'Exposition universelle de Paris en 1900, il rencontre Martin Hartmann (professeur de Leipzig) et William Thomas Stead (journaliste de Londres) sur l'organisation internationale de l'échange de lettres,.
Paul Mieille s'implique dans le développement touristique de la région ; délégué du Touring club de France à Tarbes et secrétaire général du Syndicat d'initiatives de Tarbes et des Hautes-Pyrénées, il devient en 1905 rédacteur en chef de la revue Pyrénées & Océan qu'il contribue à fonder avec Eugène Capdebarthe. Bilingue (anglais, français), la revue promeut le tourisme dans la région ; dans l'éditorial du numéro 1494, en 1931, il écrit « Parler tourisme, c’est parler progrès et les associer c’est faire du bon bisness ». Ami du pyrénéiste Henry Russell, il lui consacre le numéro complet de février 1909 et publie en 1930 un choix de ses textes sous le titre Le Russell de la jeunesse. Il encourage le scoutisme dans les Pyrénées. En 1932, la « Meute de loups de Tarbes » prend le nom « Meute Paul Mieille ».
La ville de Tarbes nomme une rue à son nom à sa mort. Un monument en son honneur créé par le sculpteur Henri Borde en 1935 est inauguré à Saint-Savin ; il est déplacé en 1936 à Tarbes, dans le parc Bel-Air (quartier de l'Ormeau).
Un fonds d'archives concernant les familles Mieille et Durand-Dastès a été versé aux Archives départementales des Hautes-Pyrénées ; de nombreux documents concernent Paul Mieille,.

## Œuvres
- La Correspondance inter-scolaire et les correspondances internationales ; les bureaux d'échanges inter-scolaires, Tarbes, J.-A. Lescamela, 1900, 54 p.
- Conférence sur la Langue Internacionale « L’Espéranto », Tarbes, J.-A. Lescamela, 1902 Lire en ligne sur Wikisource.
- L'Espéranto : sa situation actuelle, son avenir : conférence donnée à l'occasion de la fondation du Groupe d'espéranto de Tarbes, le 20 juin 1903, , Tarbes, J.-A. Lescamela, 1903 Lire en ligne sur Wikisource ; publiée dans American Esperanto Society, Amerika esperanta kolekto, n° 1, 1904.
- L'Éducacion [sic] pacifique, conférence faite à l'U.P. de Tarbes, Tarbes, J.-A. Lescamela, 1906 Lire en ligne.
- L’Allemand après la guerre. L’anglais et le français, langues internationales, Tarbes, veuve P. Lescamela, 1915, 34 p.
- Lettre ouverte à tous les socialistes de France. La Lutte anti-alcoolique et la frontière du Rhin, Tarbes, veuve P. Lescamela, 1916, 16 p.
- La langue-monde commune ou auxiliaire à travers l'internationalisation de l'anglais et du français dans la société des nations, Tarbes, 1919.
- Pyrénées et Côte Basque, guide touristique illustré des stations thermales, des stations balnéaires et des climats du Sud-Ouest de la France, Paris, Compagnies des chemins de fer d'Orléans et du Midi, [1920].
- Les causes profondes et l'avenir de l'alliance franco-anglaise, 1921.
- Pour le Russell des écoles, projet d'une édition populaire illustrée extraite de la seconde édition des "Souvenirs d'un montagnard" du comte Henry Russell, Tarbes, Imprimerie tarbaise, 1927, 31 p.
- Le Russell de la jeunesse : pages choisies ... extraites des "Souvenirs d'un montagnard", Tarbes, Lesbordes, 1930, 391 p.
- Pages de bibliographie pyrénéenne. 1re série. Suivies de quelques poèmes du front, par Lucien Mieille (1891-1915), mort pour la France, Paris, Champion, 1931, 194 p.
- Tarbes, Hossegor, D. Chabas (collection : Villes du Sud-Ouest, n° 5), 1933, 55 p. Lire en ligne.